# Dorsale oceanica

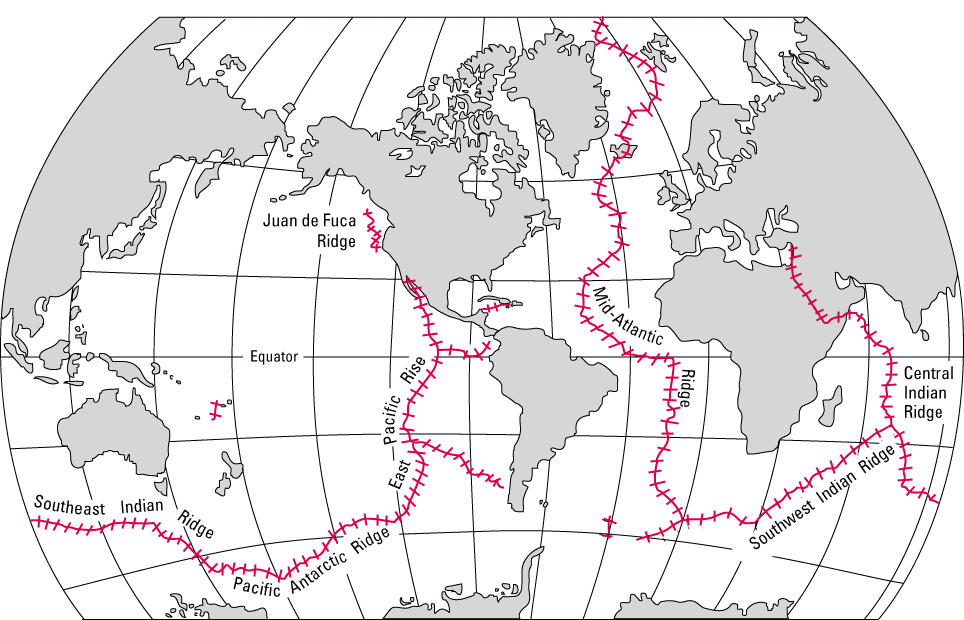
La distribuzione delle dorsali oceaniche (in rosso); USGS

Una dorsale oceanica è il risultato della divergenza tra due placche di crosta oceanica. Si tratta di una struttura caratteristica della litosfera, particolarmente articolata e complessa, comprendente rilievi di origine tettonica, che si snoda sui fondali oceanici per una lunghezza complessiva pari a circa 60.000 km. Occupa una superficie pari invece al 10% di quella complessiva terrestre.

## Descrizione

### Struttura

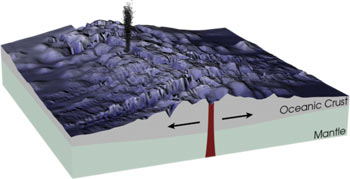
Schema di formazione delle dorsali oceaniche.

Dal punto di vista morfologico, consiste in una profonda faglia che attraversa la crosta oceanica, fortemente assottigliata ed inarcata verso l'alto dal riscaldamento subìto, ad opera della risalita di materiale magmatico dall'astenosfera, dalle rocce basaltiche del pavimento oceanico.
I margini di questa faglia, inarcati e sollevati, formano delle catene montuose assai frastagliate e con versanti a scarsa pendenza, i cui picchi possono innalzarsi anche fino a toccare i 1.500-2.000 metri. Solitamente, le cime dei rilievi della dorsale non superano i 3.000 m di profondità. Talvolta, come nel caso delle Azzorre, sono riusciti ad emergere, per via del maggior inarcamento dei margini della faglia, originando delle vere e proprie isole abitate.
Le due catene montuose ai lati della frattura hanno un andamento parallelo, e sono separate dalla presenza di una superficie mediana che può avere una larghezza compresa tra i 30 ed i 50 km ed una profondità massima pari ad un chilometro. Questa struttura, considerata caratteristica del sistema di dorsale, in realtà risulta completamente assente nel tratto che interessa il Pacifico orientale.

### Formazione

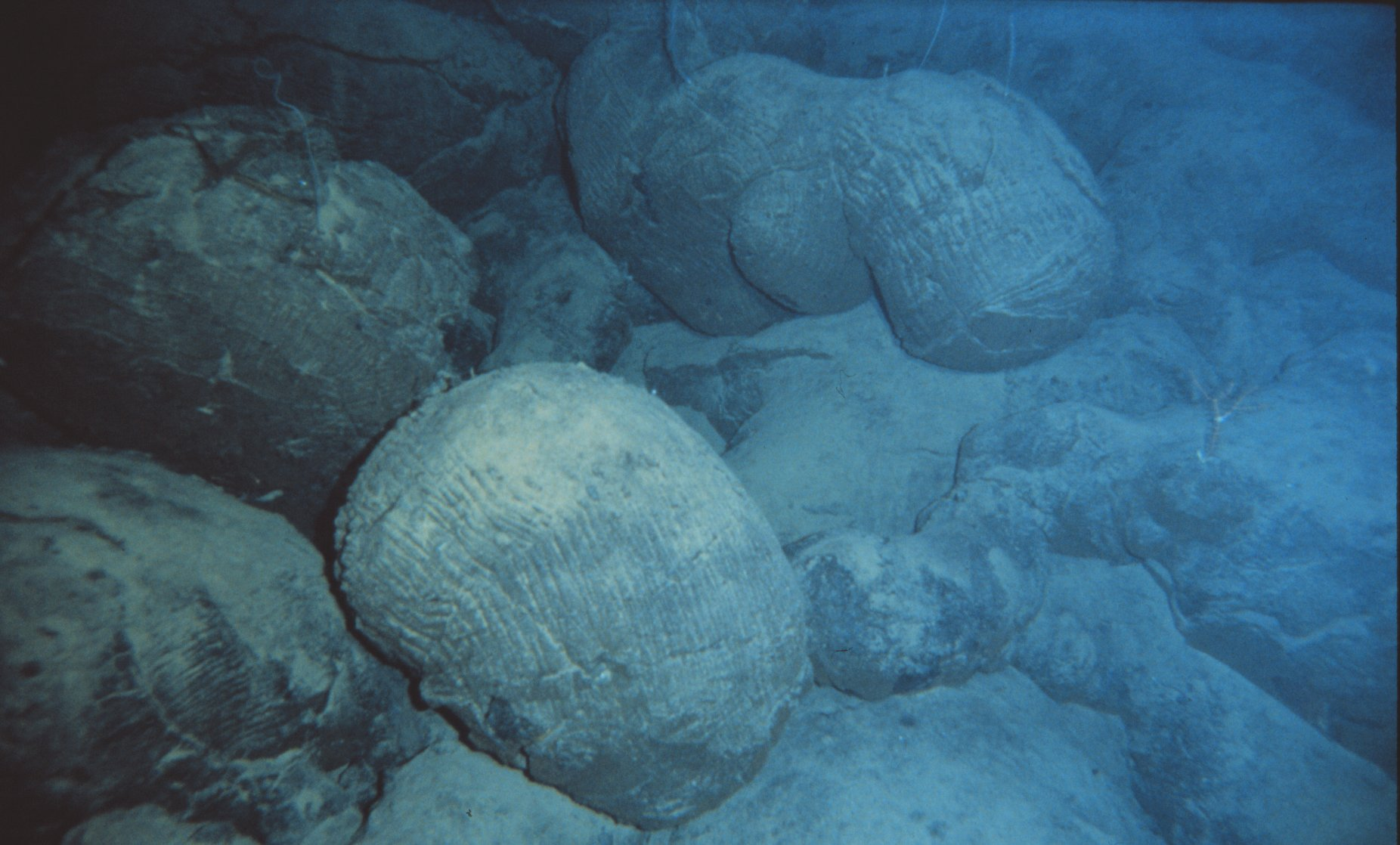
Lava a pillow di recente formazione, Hawaii

La faglia principale, dove hanno luogo i processi eruttivi, non si presenta come una struttura continua, essendo in realtà disarticolata da un sistema di faglie trasformi, trasversali rispetto all'asse della dorsale, in diversi tronchi, di notevoli dimensioni.
Il materiale magmatico proveniente dalla astenosfera è di tipo tholeitico, caratterizzato da una elevatissima temperatura (1200-1300 °C), e da un basso tenore di silice (SiO2<52%), che le conferisce una straordinaria capacità di intrudersi nelle rocce soprastanti e risalire (in conseguenza dell'alleggerimento litostatico) fino alla superficie. Fuoriuscendo in ambiente sottomarino, il magma subisce un degassamento che lo trasforma in lava basaltica, la quale solidifica in tempi piuttosto brevi, accumulandosi in forme arrotondate (per via della veloce azione di raffreddamento da parte dell'acqua), denominate “pillow lavas” (lava a cuscini). La roccia formatasi, magmatica di tipo effusivo, si accumula in stratificazioni sui fianchi del rilievo, formando nuova copertura basaltica.
Nel frattempo, la risalita del magma dall'astenosfera genera una spinta verso l'esterno della roccia più vecchia e fredda, che tende ad allontanarsi dall'asse di faglia, raffreddandosi e contraendosi.
Il conseguente addensamento porta ad un lento sprofondamento della crosta basaltica, che formerà del nuovo pavimento oceanico, su cui andranno a depositarsi i sedimenti.
L'intero ciclo di produzione e distruzione del materiale basaltico si svolge in un arco di tempo pari a 190-200 milioni di anni. La dorsale oceanica, oltre ad essere caratterizzata dai fenomeni eruttivi, risulta interessata da fenomeni sismici continui, ascrivibili sia all'attività delle faglie trasformi che disarticolano la faglia principale, sia agli attriti dovuti alla risalita del magma attraverso le rocce della crosta. In questo secondo caso vengono generati dei continui sciami sismici, caratterizzati da scosse continue ma di bassa intensità, con epicentro fortemente localizzato lungo il margine eruttivo.
Nei pressi della dorsale oceanica hanno luogo fenomeni idrotermali noti come fumarole nere o black smoker. Si tratta di manifestazioni dovute al degassamento magmatico, che comportano l'emissione di minerali (principalmente appartenenti alla classe dei solfuri) in fase liquida. Il contatto con l'acqua fredda ne provoca la cristallizzazione e la conseguente deposizione sul fondale oceanico. I black smokers sono importanti anche perché contribuiscono a mitigare la temperatura delle acque profonde, permettendo la nascita di colonie di organismi che, altrimenti, non riuscirebbero a sopravvivere a profondità dell'ordine dei 3.000 m. La temperatura delle acque dei black smokers tocca i 400 °C ed è caratterizzata da un bassissimo valore del pH, pari a circa 2,8 (cioè un'acidità paragonabile a quella dell'aceto). La notevole pressione abissale impedisce all'acqua di evaporare, nonostante l'elevatissima temperatura.

### Esempi
- Dorsale medio-atlantica.
- Dorsale indiana sudorientale.
- Dorsale indiana sudoccidentale.
- Dorsale medio-indiana.
- Dorsale antartico-sudamericana.
- Dorsale pacifico-antartica.